# Егорьевск I
Его́рьевск I — железнодорожная станция на Егорьевской ветви Большого кольца Московской железной дороги в городе Егорьевск одноимённого городского округа Московской области. Входит в Рязанский центр организации работы станций ДЦС-2 Московской дирекции управления движением. По основному характеру работы является грузовой, по объёму работы отнесена к 2 классу. Часто цифра I в названии неофициально сокращается в обиходе и некоторых документах.
Единственная станция на однопутной электрифицированной Егорьевской ветви Большого кольца МЖД длиной 35,4 км, идущей в стороне от главного двухпутного хода кольца от Воскресенска до Ильинского Погоста. Километраж на этой ветви обособлен, идёт от Воскресенска.
Единственная станция общего пользования в городе Егорьевск. Включает в себя как составную часть бывшую станцию Егорьевск II. При этом в тарифном руководстве № 4 Егорьевск I и Егорьевск II отмечены как отдельные пункты, имеющие каждый свои параграфы работы, как отдельные станции.

## Описание
Состоит из двух основных частей:
- бывшая станция Егорьевск II непосредственно на главном ходу Егорьевской ветви, на северо-западной окраине города. Кроме главного пути № I включает транзитные пути № 2 (к востоку от главного), 3, 5, 7 (к западу) и некоторое множество тупиковых путей. Грузовая и пассажирская работа.
- историческая часть станции, находящаяся на неэлектрифицированном однопутном ответвлении от главного хода на юго-запад (путь станции № 2а длиной около 1,5 км) ближе к центру города и реке Гуслице. Огорожена забором, в основном недоступна для взгляда пешеходов. Включает около 8 тупиковых путей. Ныне используется только для грузовой работы.

От обеих частей станции отходит большое количество подъездных путей (ППЖТ) к предприятиям: АООТ «Егорьевский ХБК», ГП «Егорьевский автодор», Егортопснаб, ОАО «Егорьевская реалбаза», ООО «Сен-Гобэн-Изовер», АТИ, ОАО «Егорьевский хладокомбинат», ЗАО Станкостроительный завод «Комсомолец», Агропромснаб, АООТ «Егорьевский ХБК» (меланжевый комбинат), ЗАО «Агропромхимия», ООО «Октан-Сервис», ООО «Кроношпан», завод ЖБИ, Райпотребсоюз, база «Вторчермет», база хлебопродуктов, Сельхозтехника, Сельхозхимия.
Действуют три железнодорожных переезда через пути станции: два на главном ходу к северу и к югу от основной части путей Егорьевск II, один через путь № 2а к исторической части станции.

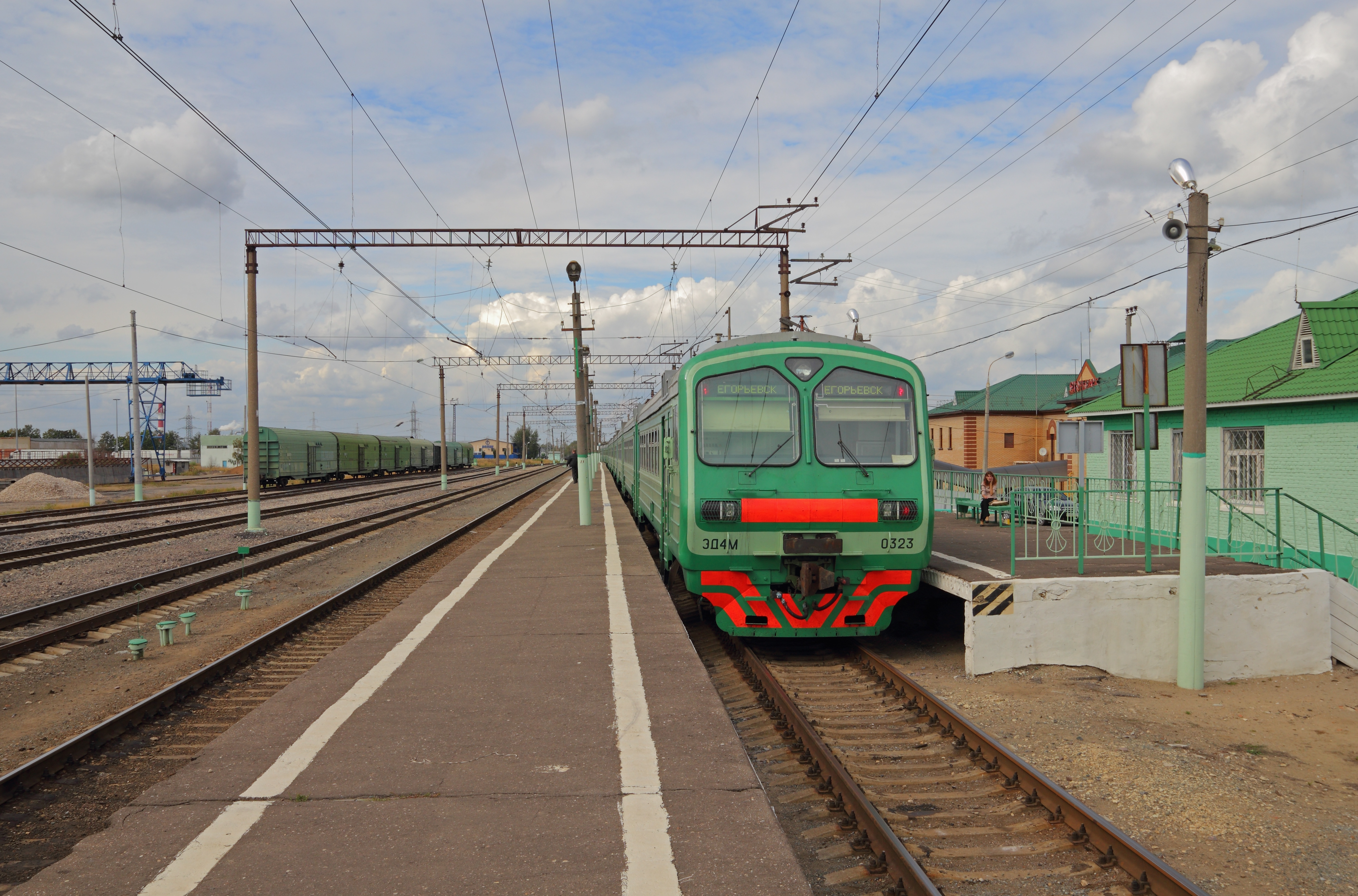
О.п. Егорьевск II

На станции единственный остановочный пункт Егорьевск II на главном ходу Егорьевской ветви, в пригородных расписаниях называемый просто Егорьевск. Включает в себя две высокие пассажирские платформы у путей № I, 2, турникетов нет. Работают как электропоезда по Большому кольцу, так и прямые электропоезда от Москвы-Пасс.-Казанской. Работает касса дальнего следования и пригородных поездов.

К востоку от платформ расположен автовокзал «Егорьевск», пересадка на большое количество маршрутов автобусов Мострансавто, в том числе до Москвы. Выход к Привокзальной площади, Западной улице (на восток), Красной улице (на запад).

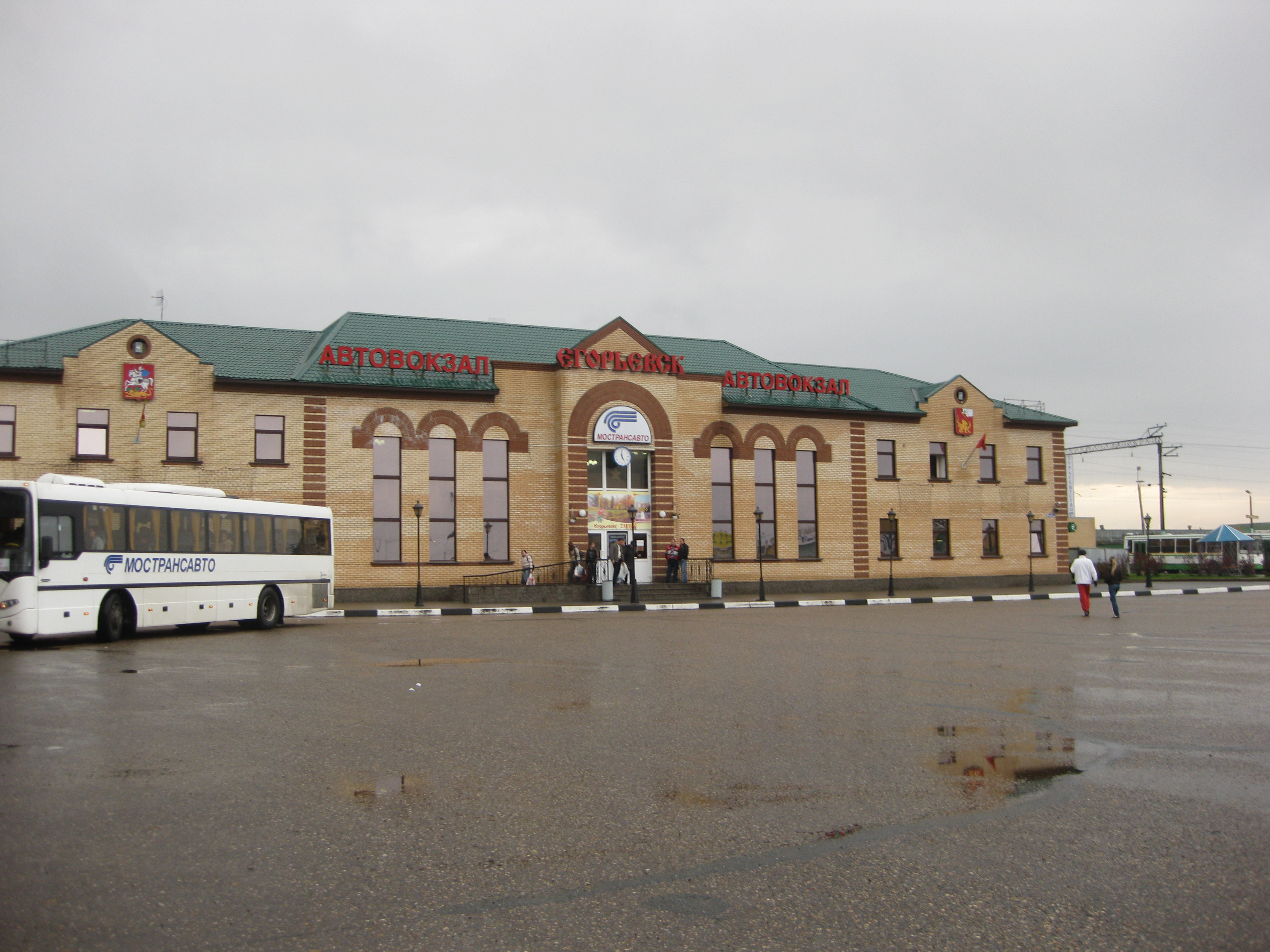
Автовокзал

Пост ЭЦ станции также расположен у платформ.

## История

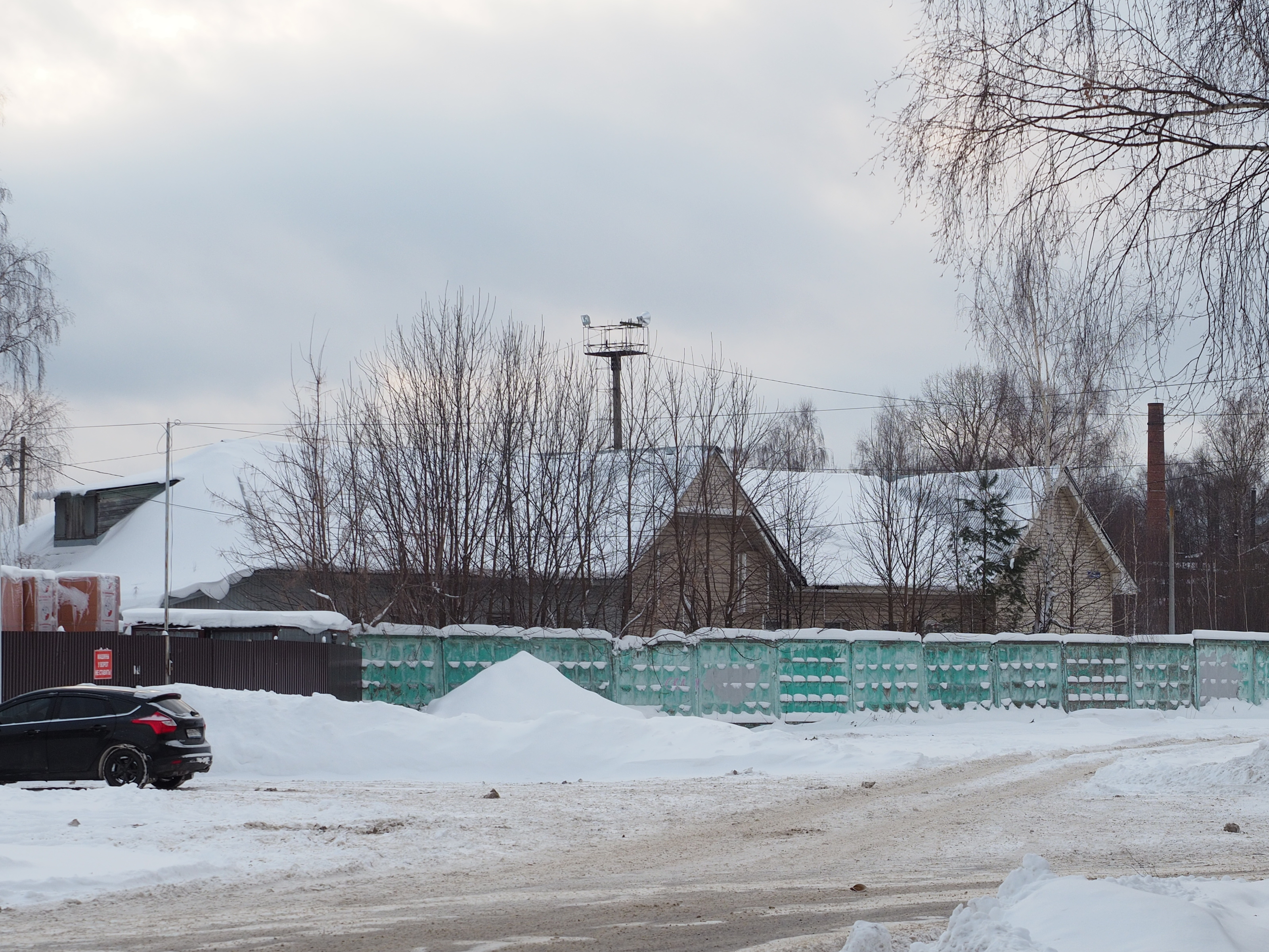
Старый вокзал Егорьевск-1, 2021 год

Линия, связавшая Егорьевск с Воскресенском на Московско-Рязанской железной дороге стала первым участком будущего Большого кольца. Она начала строиться в 1869 году на деньги Егорьевских фабрикантов Хлудовых, движение по линии начато 15-21 ноября 1870 года. Линия подходила от Воскресенска (с юго-запада) к реке Гуслице, где был пассажирский вокзал. Ныне здание бывшего вокзала огорожено забором, движение к этой исторической части станции возможно только с северо-запада, соединительная линия к Воскресенску не существует.
В 1897—1899 годах железнодорожная линия была продлена на север до Орехово-Зуево через Куровское и Дулёво. Линия была названа «Ореховский подъездной путь» и дала прямой выход многим ткацким мануфактурам, в том числе в Дулёво и Руново.
В 1930 году открыта отдельная станция Егорьевск II на главном ходу Егорьевской ветви (тогда — главным ходом линии Александров — Орехово — Воскресенск, так как спрямление линии Ильинский Погост — Воскресенск к западу от Егорьевска было построено в 1939 году). В 1981 года Егорьевск II ещё являлась отдельной станцией; в 1998 году уже была остановочным пунктом.
В 1960-х годах при полной реконструкции Большого кольца, Егорьевская ветвь через станцию Егорьевск II была электрифицирована, но оставлена однопутной, в отличие от большинства других участков кольца (двухпутным стал главный ход кольца через Берендино). В 1967 году электрифицирован постоянным током участок Ильинский Погост — Егорьевск II, в 1968 году участок Егорьевск II — Воскресенск. Ответвление на станцию Егорьевск I (историческая часть), оставлено неэлектрифицированным.
До 2004 года в Егорьевске работала Узкоколейная железная дорога Егорьевского хлопчатобумажного комбината необщего пользования. В Советские годы была частью единой Шатурско-Ореховской сети узкоколейных железных дорог, было пассажирское движение Егорьевск — Шатура, дорога проходила рядом с обеими станциями широкой колеи.
В 2010 году включена в Московско-Курский регион и в Московско-Курский центр организации работы железнодорожных станций ДЦС-1. В начале 2012 года был образован Московско-Горьковский центр ДЦС-8 и станция была передана в него. В 2013 году станция Егорьевск I была передана в Московско-Рязанский регион но участок к Ильинскому Погосту остался Московско-Курским регионом. С 1 января 2014 года границы Рязанского ДЦС-2 и Московско-Горьковского ДЦС-8 приведены в соответствие границам регионов: станция передана из ДЦС-8 в Рязанский ДЦС-2.

## Пригородное сообщение
| № поезда  | Маршрут движения        |
| --------- | ----------------------- |
| 6379/6380 | Куровская — Детково     |
| 6457      | Куровская — Егорьевск   |
| 6202/6201 | Егорьевск — Москва      |
| 6459      | Куровская — Егорьевск   |
| 6460      | Егорьевск — Куровская   |
| 6222/6221 | Москва — Егорьевск      |
| 6466      | Егорьевск — Куровская   |
| 6450      | Воскресенск — Егорьевск |
| 6378      | Воскресенск — Куровская |
| 6449      | Егорьевск — Воскресенск |
| 6496      | Воскресенск — Куровская |
| 6224/6223 | Москва — Егорьевск      |
| 6490      | Егорьевск — Куровская   |
| 6366      | Воскресенск — Егорьевск |
| 6463/6464 | Куровская — Егорьевск   |
| 6365      | Егорьевск — Воскресенск |
| 6204/6203 | Егорьевск — Москва      |
| 6386      | Воскресенск — Куровская |
| 6469      | Куровская — Егорьевск   |
| 6206/6205 | Егорьевск — Москва      |
| 6226/6225 | Москва — Егорьевск      |
| 6472      | Егорьевск — Куровская   |